# Геревол
Геревол (англ. Guerewol або англ. Gerewol) — щорічний ритуальний конкурс із залицянь серед водабе народу фульбе в Нігері. Як традиційне свято кочових скотарів, змагання проводиться у південній частині Сахари перед сухим сезоном, який змушує скотоводів гнати худобу на інші пасовища. Найвідомішим місцем святкування є Ін-Галл, де найбільший фестиваль та базар, а також відбувається безліч племінних зустрічей, як між народністю водабе, так і туарезькими пастухами.
Конкурс багато в чому має свою специфіку. Юнаки та незаймані чоловіки в святковий день вбираються в хитромудрі орнаменти та гримуються. Опісля разом шикуються в одну лінію, танцюють танець Яйк (англ. Yaake), співають та змагаються між собою у флірті до дівчат виключно шлюбного віку.  Дівчата починають проявляти інтерес. Критеріями краси для них виступають стрункість партнера, його високий ріст, білі очі та зуби. Тому хлопці закочують очі і вишкіряються, щоб підкреслити саме ці характеристики. Зміцнившись у своєму рішенні, дівчата обирають собі нареченого. Відповідно женихи йдуть до табору дівчат доводити свою зацікавленість та витривалість. Часто парубки вдаються до вживання відвару забродженої кори дерева для хоробрості. Це й дозволяє їм тривалий час бути в активності, хоча відвар має галюциногенний ефект.